# Capitoli de Texas

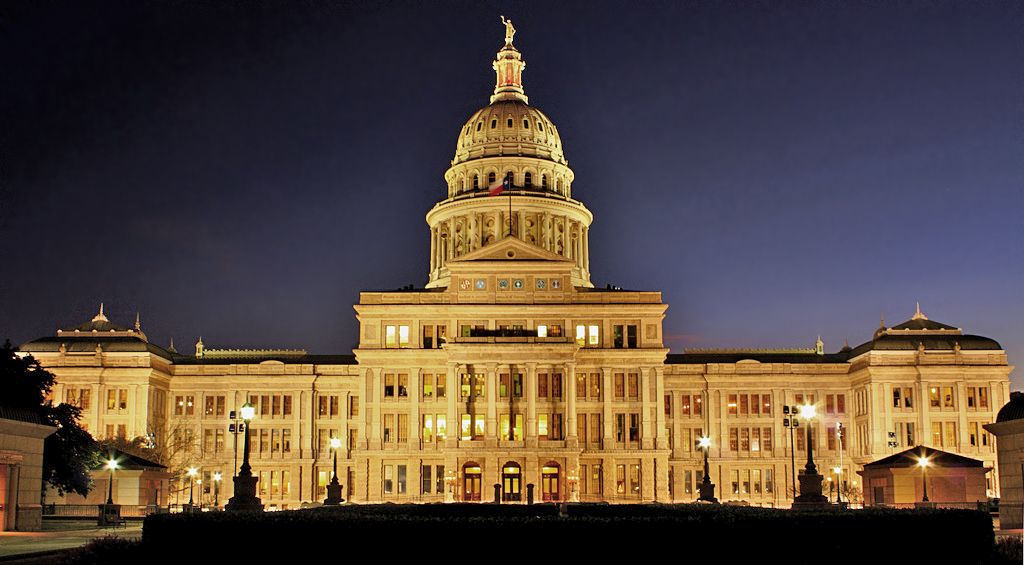
Capitoli de Texas durant la nit.

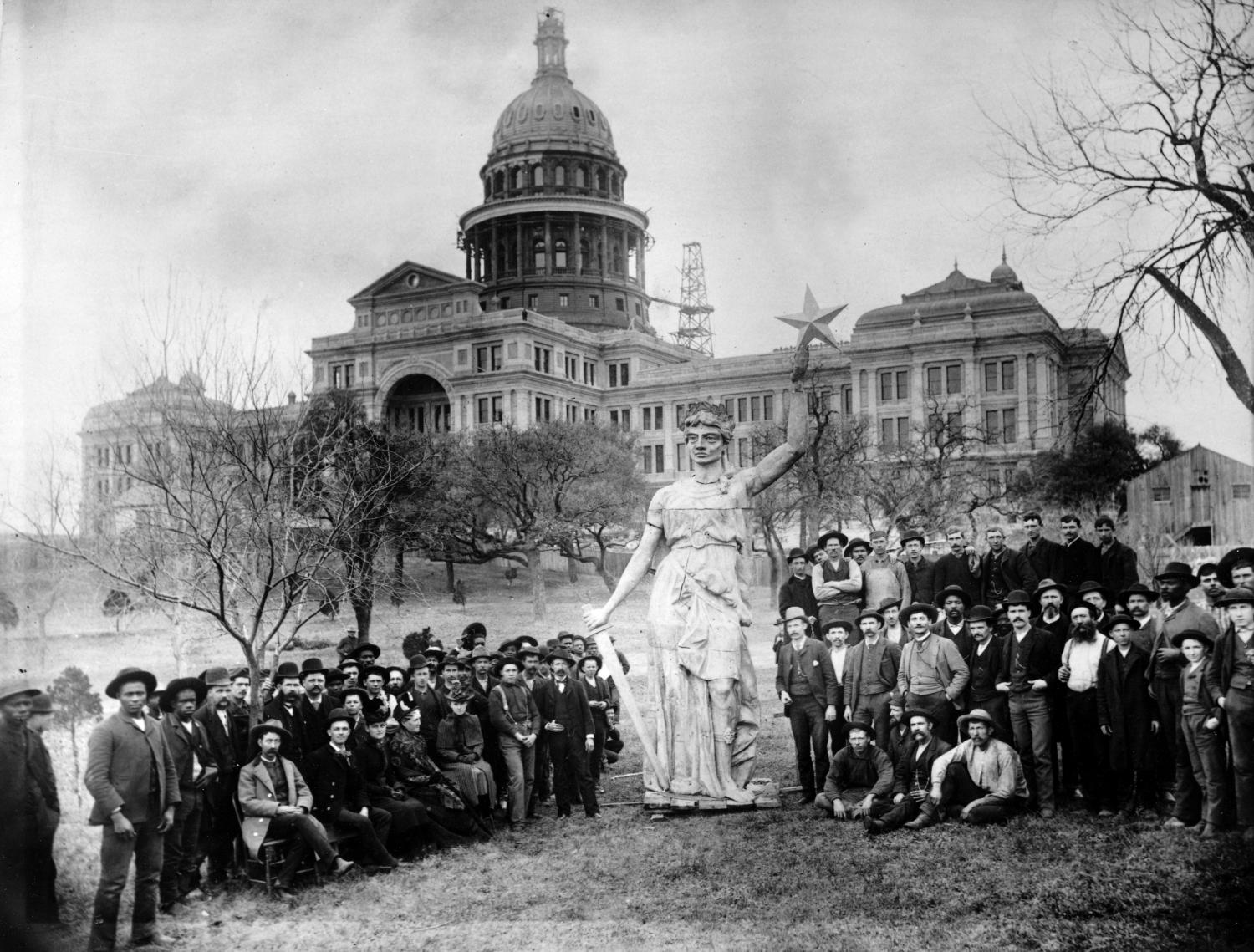
Estàtua de la Deessa de la Llibertat abans de ser col·locada sobre la cúpula del capitoli.

El Capitoli de Texas és la seu del govern de l'estat de Texas, ubicat en Downtown, Austin. El capitoli, construït el 1888, és d'estil neorenaixentista. El 1970 el capitoli va ser incorporat al Registre Nacional de Llocs Històrics. El Comitè Estatal de Conservació de Texas el manté.

## Història
La construcció és d'estil renaixentista italià. Va ser finançat a través d'un article en la constitució de l'estat, aprovat el 15 de febrer de 1876, que va autoritzar la venda de terres públiques per al propòsit. En una de les majors operacions de bescanvi en la història, els constructors de la capital van ser pagats amb més de tres milions d'hectàrees (12.000 km²) de terres públiques a la regió del Panhandle de Texas, el que més tard va esdevenir la més gran hisenda ramadera al món, el XIT Ranxo. El valor de la terra, junt amb les despeses, va sumar un cost total de 3.700.000 dòlars per a l'edifici original. Va ser construït en gran part per presos i per treballadors immigrants, fins a mil a la vegada. L'edifici ha estat restaurat moltes vegades, amb aire condicionat central instl·lat el 1955; la reformes més recents van acabar el 1997.